# Jaume Sabaté Mercadé
Jaume Sabaté Mercadé (Barcelona, 9 d'agost de 1947) és un futbolista retirat i entrenador català.

## Trajectòria
De jugador va ocupar la posició de defensa. Va jugar al CF Badalona fins que a la campanya 65/66 debuta amb el primer equip del RCD Espanyol a la màxima categoria. No s'acaba de consolidar a l'equip de Sarrià i és cedit a la UE Lleida i a la UE Sant Andreu. A la 72/73 marxa al RCD Mallorca, de Segona Divisió, on és titular. La campanya següent fitxa pel Reial Betis. Al club andalús esdevé titular durant bona part de la dècada dels 70, alternant Primera i Segona Divisió, i guanya la Copa del Rei de futbol de 1977.
Com a entrenador, va dirigir 10 partits del RCD Espanyol a la temporada 91/92, substituint a Ljubomir Petrovic, i sent substituït, al seu torn, per Javier Clemente.